# Língua kalkatungu
Kalkatungu' (ou Kalkutungu, Galgadungu, Kalkutung, Kalkadoon, Galgaduun) é uma língua extinta  dentre as Línguas aborígenes da Austrália anteriormente falada na área de Cloncurry, Queensland.

## Classificação
Além da linguagem intimamente relacionada, Wakabunga Kalkatungu às vezes é agrupada com a língua yalarnnga como as línguas Kalkatungic (Galgadungic) ramo da família Pama- Nyungan. O'Grady e outros no entanto, classifiquem-na como o único membro do "grupo Kalkatungic" da mesma família Pama-Nyungan, e Dixon (2002) consideram Kalkatungic como uma sprachbund .

## Fonologia

### Vogais
|         | Anterior | Posterior |
| ------- | -------- | --------- |
| Fechada | i iː     | u uː      |
| Aberta  | a aː     | a aː      |

### Consoantes
|                | Periférica | Periférica | Laminal | Laminal  | Apical      | Apical |
| Bilabial       | Velar      | Palatal    | Dental  | Alveolar | Retroflexaa |        |
| -------------- | ---------- | ---------- | ------- | -------- | ----------- | ------ |
| Oclusiva       | p          | k          | c       | t̪        | t           | ʈ      |
| Nasal Oclusiva | m          | ŋ          | ɲ       | n̪        | n           | ɳ      |
| Lateral        |            |            | ʎ       | l̪        | l           | ɭ      |
| Vibrante       |            |            |         |          | r           |        |
| Aproximante    | w          | w          | j       |          | ɻ           | ɻ      |

Não está claro se o vibrante é um trinado ou um toque.

## Escrita
A forma do alfabeto latino que foi adaptada por missionários para a língua  Kalkatungu é bastante pobre em letras. Entre as vogas não se usam ne E, nem O. Usam-se apenas as consoantes K, L, M, N, P, R, T, W, Y.  Usam-se, porém, as formas Lh, Ng, Nh, Ny, Rl, Rn, Rt, Th, Ty..

## Tonicidade
Como em português, tonicidade das sílabas das palavras é percebida em termos de ênfase de volume. A tônica da frase também é organizada de forma semelhante, com a primeira sílaba na palavra final de uma frase fonológica recebendo a tônica principal. Além disso, se houver mais de duas palavras em uma frase, a primeira sílaba da primeira palavra recebe mais tonicidade do que as palavras não finais.

## Língua Kalkatungu de sinais
Kendon (1988) mostra que o Kalkatungu também tinha uma forma de sinais de sua língua bem desenvolvida.

## Amostra de texto
Ngai uthantiyinha marrapaii malhthaa, ngathu nhaur maniyi makathi ngaranha makathi ngaranha. Puthur nhaur ngatyi, ngatyi kungi puthur. Ngai ini Kalpuruthi yalarnngaayatha mulhu. Ulhi ngatyika watyalhinhanguka marrapai.
Português
Tive várias mulheres. Eu tenho dez filhos. Eles são bons, meus filhos e minha esposa são bons. Eu moro em Boulia, no país de Yalarnnga. Minha primeira mulher morreu.